# أدريان موس (لاعب كرة سلة)
أدريان موس (بالإنجليزية: Adrian Moss) مواليد 3 أغسطس 1988 في سينتراليا، هو لاعب كرة سلة أمريكي. بدأ مسيرته الاحترافية في سنة 2012. يبلغ طوله 5 قدم 9 بوصة (1.8 م).

## المسيرة الاحترافية
لعب مع لندن لايتنينج في موسم 2012–2013، ثم لعب مع آيلاند ستورم في موسم 2013–2014، ثم لعب مع لندن لايتنينج في موسم 2014–2015، ثم لعب مع وندسور إكسبرس في موسم 2015–2016.